# إدوين أندرسون (لاعب كرة قدم)
إدوين أندرسون (بالسويدية: Edwin Andersson)‏ هو لاعب كرة قدم سويدي في مركز جناح ‏، ولد في 7 نوفمبر 2003 في Lerum ‏ في السويد. شارك مع منتخب السويد تحت 17 سنة لكرة القدم.

## وصلات خارجية
- إدوين أندرسون (لاعب كرة قدم) على موقع اتحاد السويد (السويدية)
- إدوين أندرسون (لاعب كرة قدم) على موقع قاعدة بيانات كرة القدم.إي يو (الإنجليزية)
- إدوين أندرسون (لاعب كرة قدم) على موقع Soccerway.com (الإنجليزية)